# Liste der Kulturgüter in Naters
Die Liste der Kulturgüter in Naters enthält alle Objekte in der Gemeinde Naters im Kanton Wallis, die gemäss der Haager Konvention zum Schutz von Kulturgut bei bewaffneten Konflikten, dem Bundesgesetz vom 20. Juni 2014 über den Schutz der Kulturgüter bei bewaffneten Konflikten sowie der Verordnung vom 29. Oktober 2014 über den Schutz der Kulturgüter bei bewaffneten Konflikten unter Schutz stehen.
Objekte der Kategorien A und B sind vollständig in der Liste enthalten, Objekte der Kategorie C fehlen zurzeit (Stand: 1. Januar 2023).

## Kulturgüter
| Foto |                                                                      | Objekt                                    | Kat. | Typ | Standort                                | Beschreibung |
| ---- | -------------------------------------------------------------------- | ----------------------------------------- | ---- | --- | --------------------------------------- | ------------ |
| ja   | Datei hochladen · Wikidata zu Kirche St. Mauritius (Q29573876)       | Kirche St. Mauritius KGS-Nr.: 06887       | A    | G   | Kirchstrasse 642296 / 130616            |              |
| ja   | Datei hochladen · Wikidata zu Beinhaus (Q29573873)                   | Beinhaus KGS-Nr.: 06888                   | A    | G   | Beinhausweg 4 642323 / 130606           |              |
| ja   | Datei hochladen · Wikidata zu Kirche St. Jakob (Q29892347)           | Kirche St. Jakob KGS-Nr.: 06876           | B    | G   | Mund, Kantonsstrasse 35 638778 / 129447 |              |
| BW   | Datei hochladen · Wikidata zu Wohnturm (Mund) (Q29892356)            | Wohnturm KGS-Nr.: 06877                   | B    | G   | Mund, Brunnu 5 638860 / 129550          |              |
| ja   | Datei hochladen · Wikidata zu Kirche St. Theodul (Q29892329)         | Kirche St. Theodul KGS-Nr.: 06885         | B    | G   | Blatten, Kapellenweg 13 641923 / 134201 |              |
| BW   | Datei hochladen · Wikidata zu Burgruine Supersaxo (Q29892332)        | Burgruine Supersaxo KGS-Nr.: 06889        | B    | F   | Schlossweg 642269 / 130869              |              |
| ja   | Datei hochladen · Wikidata zu Junkerhof (Q29892336)                  | Junkerhof KGS-Nr.: 06890                  | B    | G   | Kirchstrasse 3 642269 / 130589          |              |
| ja   | Datei hochladen · Wikidata zu Lergienhaus (ob Pfarrhaus) (Q29892349) | Lergienhaus (ob Pfarrhaus) KGS-Nr.: 06893 | B    | G   | Schulhausstrasse 1, 3 642220 / 130670   |              |
| ja   | Datei hochladen · Wikidata zu Ornavasso-Turm (Q29892350)             | Ornavasso-Turm KGS-Nr.: 06894             | B    | G   | Schulhausstrasse 6 642159 / 130779      |              |
| ja   | Datei hochladen · Wikidata zu Pfarrhaus mit Archiv (Q29892352)       | Pfarrhaus KGS-Nr.: 06895                  | B    | G   | Judengasse 44 642247 / 130643           |              |
| ja   | Datei hochladen · Wikidata zu Spycher Michel Supersaxo (Q29892355)   | Spycher Michel Supersaxo KGS-Nr.: 06896   | B    | G   | Schlossweg 2 642330 / 130765            |              |
| BW   | Datei hochladen                                                      | Zendenstadel KGS-Nr.: 17331               | B    | G   | Mund, Kantonsstrasse 37 638744 / 129407 |              |
| BW   | Datei hochladen                                                      | Schafpferche «Färricha» KGS-Nr.: 17332    | B    | G   | 642163 / 136713                         |              |